# Polyrhachis personata
Polyrhachis personata är en myrart som beskrevs av Wheeler 1919. Polyrhachis personata ingår i släktet Polyrhachis och familjen myror. Inga underarter finns listade i Catalogue of Life.